# BTOOOM!
BTOOOM!은 이노우에 준야 작화의 일본 만화 시리즈이다. 신초샤의 청년 만화 잡지 코믹 번치를 통해 2009년부터 2018년까지 연재되었으며 각 장은 26권의 단행본으로 수집되었다.
애니메이션판은 총 50장의 만화를 커버하고 있으며 매드하우스가 제작하였고 일본에서 도쿄 메트로폴리탄 텔레비전을 통해 2012년 10월 4일부터 12월 20일까지 방영되었고 크런치롤에 의해 영어 자막으로 스트리밍되었다.